# Sistemska ekologija
Sistemska ekologija je področje ekologije, ki pri preučevanju povezav med različnimi prvinami ekoloških sistemov (npr. ekosistem, pokrajina) uporablja matematične metode. Z matematičnimi pripomočki ustvarja modele ekoloških sistemov in preučuje različne medsebojne povezave sestavnih delov sistema.